# Télam
Télam fue una agencia de noticias estatal argentina fundada el 14 de abril de 1945. Proveía información periodística a unos 2800 abonados, entre los que se incluían medios de prensa nacionales e internacionales y oficinas gubernamentales nacionales, provinciales y municipales.
El 4 de marzo de 2024 su página web fue deshabilitada y el edificio donde funcionaba la redacción fue vallado y rodeado por policías. Además, todos los trabajadores fueron «dispensados» de sus funciones por un plazo de siete días. Según el vocero presidencial Manuel Adorni, «este año Télam tenía previsto 20.000 millones (de pesos) de pérdida estimada».
La Federación Argentina de Trabajadores de Prensa (FATPREN) apeló ante la Justicia intentando frenar el cierre de la agencia. La apelación se fundaba en el artículo 5 de la Ley 20.705. Esta ley había sido expresamente abrogada por el art. 40 del Decreto 70/2023, por lo que la pretensión del sindicato llevaba implícita la anulación de la abrogación. Así, en caso de que la Justicia declarara que aquella norma continuaba en vigencia, sería de aplicación la manda de que las mismas «no podrán ser declaradas en quiebra» y «sólo mediante autorización legislativa podrá el Poder Ejecutivo resolver la liquidación de una sociedad del Estado». Esta duda sobre la aplicabilidad de la ley 20.705 hizo que, incluso al momento de anunciar el cierre de la agencia, el vocero presidencial no haya sabido responder si la medida debía pasar o no por el Congreso.
Finalmente, la apelación fue desestimada el 3 de mayo de 2024 por la Cámara Contencioso Administrativo Federal, por entender que la entidad gremial carecía de personería para intentar la acción toda vez que “no demostró que la transformación del tipo societario aquí en cuestión afectaba de manera concreta, directa, e inmediata los derechos de sus representados”.
El 4 de mayo, tras el fallo, se ordenó el cierre de las corresponsalías de Télam en todo el país, y se inició un Plan de Retiro Voluntario de los empleados. La adhesión del mismo consistió en más de un tercio de los trabajadores de Télam, dándose de baja unos 350 empleados de la agencia.
El 1 de julio de 2024, mediante un decreto publicado en el boletín oficial, el presidente Javier Milei dispuso la transformación del tipo societario de Télam a Sociedad Anónima Unipersonal. Señaló que la misma dejará de operar con fines periodísticos y pasará a funcionar como una agencia de publicidad y propaganda denominada Agencia de Publicidad del Estado (APESAU). También se instruyó al interventor Diego Chaher para transferir los servicios periodísticos, el personal, los inmuebles, etc., dentro de la órbita que se determine.

## Características
La empresa funcionaba como una Sociedad del Estado, la cual pertenecía al Gobierno de Argentina y era operada por la Secretaría de Medios y Comunicación Pública, encargada de designar el directorio. El cómputo de gastos de Télam formaba parte del presupuesto global del Estado argentino, aunque la agencia también generó durante años, diferentes ingresos propios en concepto de publicidad y por medio de la venta de su servicio informativo.
A raíz de la pandemia global de coronavirus, el directorio entonces encabezado por Bernarda Llorente liberó los contenidos, y permitió el acceso gratuito. Esto amplió de manera significativa la presencia de Télam en espacios periodísticos de toda la Argentina.
Esta agencia nacional de noticias fue un servicio periodístico mayorista, que llegaba a la mesa de los principales editores del país, aunque con el surgimiento de la era digital también incorporó la conexión directa con los ciudadanos argentinos. Télam ofrecía a sus abonados, el servicio de Reporte Nacional, un diario que reflejaba lo ocurrido en el país a partir de las noticias producidas por la agencia, que incluía además un suplemento literario llamado SLT (Suplemento Literario Télam), donde participaban prestigiosos escritores y columnistas, uno de tecnología, uno de deportes y otro infantil.
A los 500 despachos diarios que generaba Télam, había que sumarle el servicio audiovisual y de radio para todos los abonados, que la convirtieron en una agencia que transmitía en tres formatos: escrito, radial y televisivo. La agencia poseía también su portal digital web telam.com.ar Archivado el 26 de noviembre de 2023 en Wayback Machine., que funcionaba en tiempo real y que en marzo de 2024 fue dado de baja.

### Sede
La sede central de Télam se encontraba en la calle Bolívar 531 de la ciudad de Buenos Aires. Desde 2014 contaba con otra sede en la misma ciudad, ubicada en Belgrano 347, que constaba de un edificio de ocho pisos con estudios de radio, sala de edición de video y archivos periodísticos. Entre septiembre de 2018 y enero de 2020 la agencia contó con una sede en la feria Tecnópolis.

## Historia

### Creación y primeros años
Télam nació bajo el nombre de Telenoticiosa Americana el 14 de abril de 1945, durante la dictadura militar que rigió hasta 1946, a instancias del por entonces Secretario de Trabajo y Previsión y vicepresidente de facto, Juan Domingo Perón, con el objetivo de hacer frente a la hegemonía informativa de las agencias estadounidenses de noticias United Press International y Associated Press. La agencia no fue por completo estatal en sus inicios, sino que comenzó como una compañía mixta de capitales privados y estatales. Su primer director fue Jerónimo Jutronich, quien se encargó de formar un equipo de periodistas, algunos de los cuales provenían del plantel de ANDI, otra agencia creada por el Estado argentino en 1944. En 1947 se dispuso la primera sede de la agencia en el primer piso del edificio de Esmeralda 433, Buenos Aires, sobre el Teatro Maipo.
La agencia Télam comenzó a emitir información el 12 de octubre de 1945, pero recién en 1948 pudo concretar la formación de una red de cobertura nacional al firmar los primeros contratos con periodistas del interior del país, quienes enviaban las notas a la redacción por telegrama o por teléfono. Hasta entonces sólo contaba con una sede en la ciudad de Buenos Aires y desarrollaba su actividad en ese ámbito.
La agencia sería en primer lugar intervenida tras el golpe de Estado de 1955, y puesta bajo la órbita de la Fuerza Aérea. En consecuencia debieron exiliarse algunos de los periodistas más importantes de Télam, y si bien la dictadura de Aramburu intentó desmantelar la agencia, ésta continuó funcionando, aunque con un número reducido de corresponsales.

### Década de 1960
La empresa comenzó a estabilizarse el 30 de julio de 1959, cuando Bernabé Villegas, Adolfo Garino y Blas Calaro, entre otros, produjeron un cambio jurídico en la agencia que pasó a ser Télam Sociedad Anónima, Periodística, Radiofónica, Cinematográfica, Comercial, Inmobiliaria y Financiera.
Un decreto del entonces presidente de la Nación, autorizó a la reciente empresa privada a funcionar bajo las nuevas condiciones. Durante los años 1960, Télam captó una amplia gama de clientes, incluyendo a los cuatro canales de televisión porteños y diarios de envergadura como el diario Clarín. La agencia comenzó a transmitir noticias por líneas de télex, hecho que permitió llegar a más puntos del país en menor tiempo.
El gobierno de facto de José María Guido clausuró la agencia el 30 de mayo de 1963, por considerar que «viene tramitando informaciones falsas y tendenciosas que por su naturaleza y alcance atentan contra el orden público y la tranquilidad de la población, y siendo firme propósito del gobierno eliminar todo factor capaz de perturbar el proceso electoral aplicando al efecto las facultades que conciernen durante la vigencia del estado de sitio».
El 30 de julio de 1959, el gobierno de Arturo Frondizi privatizó la Agencia, denominándose "Télam Sociedad Anónima, Periodística, Radiofónica, Cinematográfica, Comercial, Inmobiliaria y Financiera".
Télam finalmente se convirtió en una empresa estatal bajo la dictadura de Juan Carlos Onganía, el 24 de junio de 1968, cuando el Gobierno adquirió el total de las acciones por medio de la Secretaría de Difusión y Turismo. En forma paralela, un nuevo marco legal obligó a que toda la publicidad de las empresas y organismos públicos fuera diseñada y difundida por esta agencia, decisión que permitió a la empresa generar recursos propios.
Así, con la década de 1960 la empresa estatal retoma su crecimiento al incorporar entre sus abonados a los canales de televisión 7, 9, 11 y 13 y los diarios nacionales. Es la época en que flamantes teletipos reemplazan al correo en la transmisión de las informaciones.

### Década de 1970
Durante la tercera presidencia de Perón (1973-1974) se dispuso que las noticias sobre el país solo podían ser distribuidas en el mercado interno por empresas nacionales. Esto fortaleció la posición de Télam, que absorbió a periodistas de agencias extranjeras que quedaron sin trabajo, y también permitió el surgimiento de una agencia privada, Noticias Argentinas.
La agencia estatal no salió indemne de la última dictadura autoproclamada Proceso de Reorganización Nacional (1976-1983). El gobierno militar utilizó a Télam como un órgano de propaganda de su gestión. En 1980 la agencia se trasladó al edificio que ocupa actualmente en Bolívar 531. Télam y ATC fueron los únicos medios autorizados a informar desde las islas durante la guerra de las Malvinas, pero el material generado era censurado por las autoridades militares y terminaba en el mercado negro internacional. Además de la censura a la que fue sometida y de la desaparición de tres de sus trabajadores por parte del régimen cívico-militar, al llegar el gobierno constitucional de Raúl Alfonsín se comprobó la desaparición de gran parte del archivo periodístico y fotográfico de la empresa.

### Regreso de la democracia y menemismo (1983-1999)
En 1983 regresa la democracia al país con la asunción de Raúl Alfonsín como presidente. En 1984, las agencias privadas Noticias Argentinas y Diarios y Noticias solicitaron públicamente el cierre de Télam al presidente, pero este desestimó el pedido. Durante esta época Télam abrió una corresponsalía en Europa y se incorporó al servicio de agencias latinoamericanas de la UNESCO.
En 1992, el presidente Carlos Menem dispuso la intervención de la empresa y, dos años después, su liquidación. Sin embargo, en 1996 dejó sin efecto el decreto de liquidación para reemplazarlo por uno nuevo que buscaba dejar a Télam sin el monopolio de la publicidad oficial, una de sus principales fuentes de ingresos. Este decreto tampoco llegó a implementarse.

### Gobiernos de Fernando de la Rúa y Eduardo Duhalde
En 2000 el Gobierno de Fernando de la Rúa volvió a anunciar el cierre del área de publicidad y la venta de la sede central de la agencia, Bolívar 531, en la ciudad de Buenos Aires, medidas que no se concretaron. Al año siguiente se unificaron todos los medios de comunicación públicos, pasando la agencia a funcionar junto a LS82 TV Canal 7 y LRA Radio Nacional dentro del Sistema Nacional de Medios Públicos. En 2002 recuperó su condición de empresa autárquica bajo el gobierno de Eduardo Duhalde, al crearse Télam Sociedad del Estado.

### Gobiernos de Néstor y Cristina Kirchner (2003-2015)
Entre agosto de 2005 y diciembre de 2009 la agencia fue dirigida por Martín Granovsky, experiodista de Página/12. En 2006 la dirección de Télam despidió al jefe del departamento de Contabilidad General, Jorge Claudio Azar, por supuestas maniobras de malversación, algo que fue desmentido por la comisión gremial de la agencia. Esto condujo a una huelga que se mantuvo por 38 días. En 2009 se lanza el portal Memoria, Verdad y Justicia, un trabajo conjunto del equipo de redactores, editores y corresponsales de Télam con el material organizado en: Derechos Humanos, El Mundo, Lesa Humanidad, Perfiles y Multimedia.
En 2008 Granovsky fue citado por la Comisión de Libertad de Expresión de la Cámara de Diputados para informar sobre un supuesto intento de soborno vinculado a la publicidad oficial, pero no se presentó. El mismo año, el gobierno de Cristina Fernández de Kirchner publicó el decreto 1311/2008 que le quitó a Télam la difusión de la publicidad oficial al permitir que la Secretaría de Medios contratara de forma directa a agencias privadas de publicidad.
En 2010 Granovsky fue reemplazado por Martín García como director de Télam mediante el decreto 1459/2010. En una entrevista con el diario La Nación luego de asumir el cargo, García se definió de la siguiente manera: «Soy primero militante, después periodista. Los profesionales son como las prostitutas, escriben mentiras en defensa de los intereses de los que les pagan. Los militantes, en cambio, escribimos la verdad al servicio del pueblo».
El siguiente director de la agencia fue Santiago "Patucho" Álvarez, quien militaba en la agrupación La Cámpora y fue gerente de noticias de la Televisión Pública. En 2014 se inaugura el nuevo edificio de la agencia de 8 pisos, ubicado en Belgrano 347, con estudio de radio, islas de edición y archivo fotográfico y periodístico.

### Gobierno de Mauricio Macri (2015-2019)
Tras la asunción de Mauricio Macri como presidente, Hernán Lombardi fue designado como titular del Sistema Federal de Medios y Contenidos Públicos, quien a su vez nombró a Rodolfo Pousá al frente de Télam. Durante su gestión se llevó a cabo un recorte presupuestario que implicó el cierre de los portales web en inglés y portugués, el fin del Reporte Nacional en mayo de 2018 y de todos los suplementos. También se discontinuaron las transmisiones de Radio Télam, vía streaming.
El 26 de junio de 2018, la empresa despidió a 357 trabajadores de las áreas de Periodismo y Administración, cerca del 40% de la planta. En entrevista con Radio Francia Internacional, Lombardi justificó la medida expresando: «Con el kirchnerismo, la agencia pasó de 400 empleados a casi 950, sin justificación periodística alguna, sino para usarla como herramienta de propaganda política. Estamos trabajando para reconstruir una agencia profesional».  Los despidos afectaron a varias de las corresponsalías del interior, que así se redujeron en número a 21, lo que implicó que cinco provincias dejaron de tener cobertura: Misiones, Chaco, Chubut, Formosa y Catamarca. En este contexto, el portal web de Télam emitió un comunicado titulado "La Agencia Télam tiene futuro" donde argumentaban que la agencia estaba "sobredimensionada en cantidad de gente, desarticulada desde lo administrativo y muy desprestigiada en lo periodístico" y que los despedidos "confundieron periodismo con propaganda partidaria".
La noticia de los despidos fue publicada incluso por medios extranjeros como el mencionado Radio Francia Internacional y la venezolana Telesur y los despedidos recibieron expresiones de solidaridad de parte de la CGT y de personalidades públicas que habían sido simpatizantes del gobierno anterior como Víctor Hugo Morales y Diego Maradona. La comisión de Libertad de Expresión y la comisión de Trabajo de la Cámara de Diputados de la Nación pidió la interpelación de Hernán Lombardi para que dé explicaciones en el recinto de la razón de los despidos y lo hizo el día 16 de julio de 2018. Las explicaciones que dio hicieron hincapié en que "los despidos en Télam no son un fenómeno descontextualizado, ni un arbitrio caprichoso. Son la consecuencia lamentable de un problema estructural de larga data". Según expresó en esa ocasión, "el Directorio de Télam realizó un trabajo paciente y minucioso para detectar cada una de las irregularidades y se detectaron decenas de perjuicios económicos contra la agencia. Entre 2003 y 2015 la agencia cuasi duplicó su plantilla de empleados, de 479 a 926", y agregó un dato más: según su declaración "Más de 50 ingresaron en un solo día de noviembre de 2015", es decir, cuando faltaban apenas días para el cambio de gobierno. "Lamentablemente Télam pasó de ser una usina de periodismo a un espacio de militancia partidaria. Es obligación de las autoridades de Télam proteger el interés de todos los argentinos haciendo a la empresa sustentable y viable. Las decisiones actuales son consecuencia de la irresponsabilidad mayúscula con la que la agencia se administró anteriormente". Desde la misma agencia declararon que de su presupuesto anual, en el año 2017, el 88 % era insumido por el pago de salarios. La agencia, a través de la venta de sus productos y servicios sólo generaba el 4 % de ese presupuesto, estando el 96 % restante a cargo del Tesoro Nacional.
El conflicto continuó: los trabajadores despedidos tomaron los dos edificios de la empresa, y realizaron una serie de actividades para visibilizar el conflicto y lograr la reincorporación de las 357 personas. En 2018 el directorio de Télam dispuso que Tecnópolis funcionara como sede de la agencia, esto debido a la paralización en que se encontraba la sede central por los reclamos de los empleados. En diferentes causas que se desarrollaron en 2018 y 2019 la justicia ordenó la reincorporación de los trabajadores despedidos.
El entonces presidente de Télam S.E., Rodolfo Pousá y otros funcionarios fueron imputados en una causa por malversación de fondos públicos, abuso de autoridad y otros delitos, por el manejo del comedor de la agencia durante su gestión.

### Gobierno de Alberto Fernández (2019-2023)
A través del decreto 15/2020, Fernández designó al frente de Télam a Bernarda Llorente, quien había sido previamente directora de contenidos de Telefé y periodista en medios radiales, televisivos y escritos. Durante la gestión de Llorente, se volvió a poner a cargo de Télam el área de publicidad oficial. Además la agencia aceptó reincorporar a 200 de los 357 empleados que habían sido despedidos en la gestión anterior. Esta situación generó una fuerte tirantez entre esos empleados y quienes habían ocupado cargos con responsabilidad jerárquica durante la gestión anterior. Éstos denunciaron ser víctimas de una "caza de brujas" que consideraron "apañada por la actual conducción". La conducción también recibió críticas por falta de pluralismo político en la información difundida, al punto de que a los pocos días de su asunción, según informaba el diario Clarín, "el 97,5% de los videos que difundió la agencia de noticias estatal, durante el último mes, fue con funcionarios y dirigentes que responden al Frente de Todos, sobre un total de 58 producciones audiovisuales de temas políticos; mientras que realizó sólo dos videos con referentes de la oposición". En la misma nota se consignaba que la agencia no hizo ninguna cobertura del audiovisual del quinto aniversario de la muerte de Alberto Nisman, pero sí lo hubo de un protesta por los cuatro años desde la detención de Milagro Sala.
En abril de 2020 Télam lanzó la plataforma Confiar para combatir las fake news y la desinformación sobre la pandemia por coronavirus.

### Gobierno de Javier Milei y cierre de la agencia
El 20 de diciembre de 2023, el nuevo presidente Javier Milei anuncia en cadena nacional el lanzamiento de un decreto de necesidad y urgencia que plantearía la desregulación de la economía. Entre las medidas, se incluía la derogación del régimen de las sociedades del Estado, las empresas del Estado y las sociedades de economía mixta poniendo fin a las mismas y transformando todas las empresas pertenecientes al Estado en sociedades anónimas, incluida Télam. 
El 1 de marzo de 2024, durante su discurso en la apertura de las sesiones ordinarias del Congreso, el presidente Milei confirmó el futuro cierre de Télam, señalándola como una herramienta de «propaganda kirchnerista». Durante la madrugada del 4 de marzo, el sitio web digital fue dado de baja, los dos edificios fueron clausurados y vallados, mientras que los empleados informaron que empezaron a recibir telegramas en los que se les anunciaba que fueron «dispensados» de prestar servicios por una semana con goce de sueldo. En respuesta a ello, los trabajadores de la agencia lanzaron el portal alternativo llamado "Somos Telam", a su vez que la Asociación de Corresponsales Extranjeros en Argentina advirtieron sobre el riesgo para la libertad de prensa y el acceso a la información de esta medida. El 10 de marzo el interventor de la agencia Diego Chaher extendió la dispensa con goce de sueldo para el personal de la agencia de noticias Télam por una semana más, y abrió un retiro voluntario para toda la plantilla laboral de Télam, sea personal contratado o de planta permanente. El Gobierno justificó el cierre de Télam por sus pérdidas, valuadas en unos 20 mil millones de pesos en declaraciones del vocero presidencial. El 17 de marzo, Chaher extendió nuevamente la dispensa por una semana más y continuaría renovando el plazo de extensión de la dispensa, que duraría hasta el cierre de la agencia. En un principio, menos del 20% de la cantidad de trabajadores de la agencia había aceptado el retiro voluntario propuesto por el gobierno, sin embargo, este porcentaje posteriormente aumentaría a más del 35% de adhesión en mayo y finalmente a más del 50% en junio.
El 1 de julio de 2024, mediante un decreto publicado en el boletín oficial, el presidente Javier Milei dispuso la transformación del tipo societario de Télam a Sociedad Anónima Unipersonal. En el decreto se fundamenta que la misma dejará de operar con fines periodísticos y pasaría a funcionar como una agencia de publicidad y propaganda denominada de ahora en más Agencia de Publicidad del Estado (APESAU). También se instruyó al interventor Diego Chaher para transferir los servicios periodísticos, el personal, los inmuebles, etc., dentro de la órbita que se determine. El 8 de julio de 2024, los empleados que no se habían adherido a ninguno de los planes de retiro voluntario anunciaron por medio de la cuenta Somos Télam de la red social X que "volveremos a nuestras tareas laborales" en la nueva APESAU. Ese mismo día dejó de funcionar el portal Somos Télam y quedaron inactivas todas sus cuentas en redes sociales.
El 11 de abril de 2025 la agencia fue definitivamente disuelta ante la IGJ.

## Controversias

### Acusación por superposición de cargos
En 2016 en medio de conflicto por cesantías y despidos generalizados se denunció que el periodista Maximiliano Tomas, quien había sido designado como personal jerárquico de la agencia de noticias y publicidad estatal, acumulaba cuatro cargos públicos rentados en paralelo. Según la denuncia, Tomas trabajaba también para el gobierno porteño, para Televisión Pública y Radio Nacional. La denuncia señala además que podría haber un conflicto de intereses por trabajar también para algunas de las principales editoriales del mercado, sobre cuyas obras debe decidir luego qué publicar o no en la agencia.

### Acusación de adjudicación de contratos millonarios a dirigentes de La Cámpora
El 5 de marzo de 2024, el portal online de investigación "El Disenso" publicó una nota donde acusa a Télam de adjudicar contratos por 68 millones de pesos, a la consultora  «Massomedia SA» la cual era presidida por el camporista Tomas Aguerre, exjefe de Gabinete de Asesores de Télam, y cuyo Director Creativo era Santiago «Patucho» Álvarez, expresidente de Télam. Se trata de los expedientes EX-2022-42066887- -APN-GG#TELAM por $42.150.000 (USD 405.288) y el EX-2021-13699529- -APN-GG#TELAM por $26.280.000 (USD 305.581). En respuesta a esta acusación, Álvarez declaró: «Esto es mentira. Jamás en mi vida recibí ningún dinero de Télam».

### Utilización para otros fines
En diciembre de 2024  se denunció el uso de Télam y sus instalaciones para el Programa de Economía y Finanzas, conducido por el militante libertario Felipe Núñez, asesor, y Federico Furiase, director del Banco Central de la República Argentina. El protagonista de las transmisiones fue el ministro Luis Caputo que fueron hechos en la planta baja y contaron con el uso de recursos e instalaciones de la agencia producción. También diferentes medios denunciaron en sus investigaciones el uso de propaganda política libertaria producida con recursos públicos, y el uso de recursos de la agencia para promover sus canales privados de YouTube por parte de funcionarios del gobierno de Javier Milei.